# Hydrelia enisaria
Hydrelia enisaria är en fjärilsart som beskrevs av Louis Beethoven Prout 1926. Hydrelia enisaria ingår i släktet Hydrelia och familjen mätare. Inga underarter finns listade i Catalogue of Life.